# 8079 Бернардловелл
8079 Бернардловелл (8079 Bernardlovell) — астероїд головного поясу, відкритий 4 грудня 1986 року.
Тіссеранів параметр щодо Юпітера — 3,516.